# Kasimir IV av Pommern
Kasimir IV av Pommern, död 1377, var regerande hertig av Pommern–Stolp mellan 1374 och 1377. 